# American IronHorse
American IronHorse (AIH) war ein von 1995 bis 2008 aktiver US-amerikanischer Custombike-Hersteller. Der Film Easy Rider hatte 1969 die Chopper-Motorräder weltweit bekannt gemacht, aber Hersteller, insbesondere Harley-Davidson, lieferten zunächst gar keine Modelle in der Art, dann nur Softchopper, von HD Softail genannt. Kleine Firmen, in Deutschland AME und CPO, bauten kleine Stückzahlen von Choppern. In den 1990er Jahren war dann das Angebot an Harley-ähnlichem Komponenten sowie die Nachfrage und Finanzkraft von Kunden so groß, dass es sich lohnte Chopper in großen Stückzahlen zu bauen. Neben American IronHorse tat dies auch Big Dog Motorcyles, CMC, Panzer, und die durch TV bekannt gewordenen West Coast Customs sowie Orange County Choppers.

## Unternehmensgeschichte

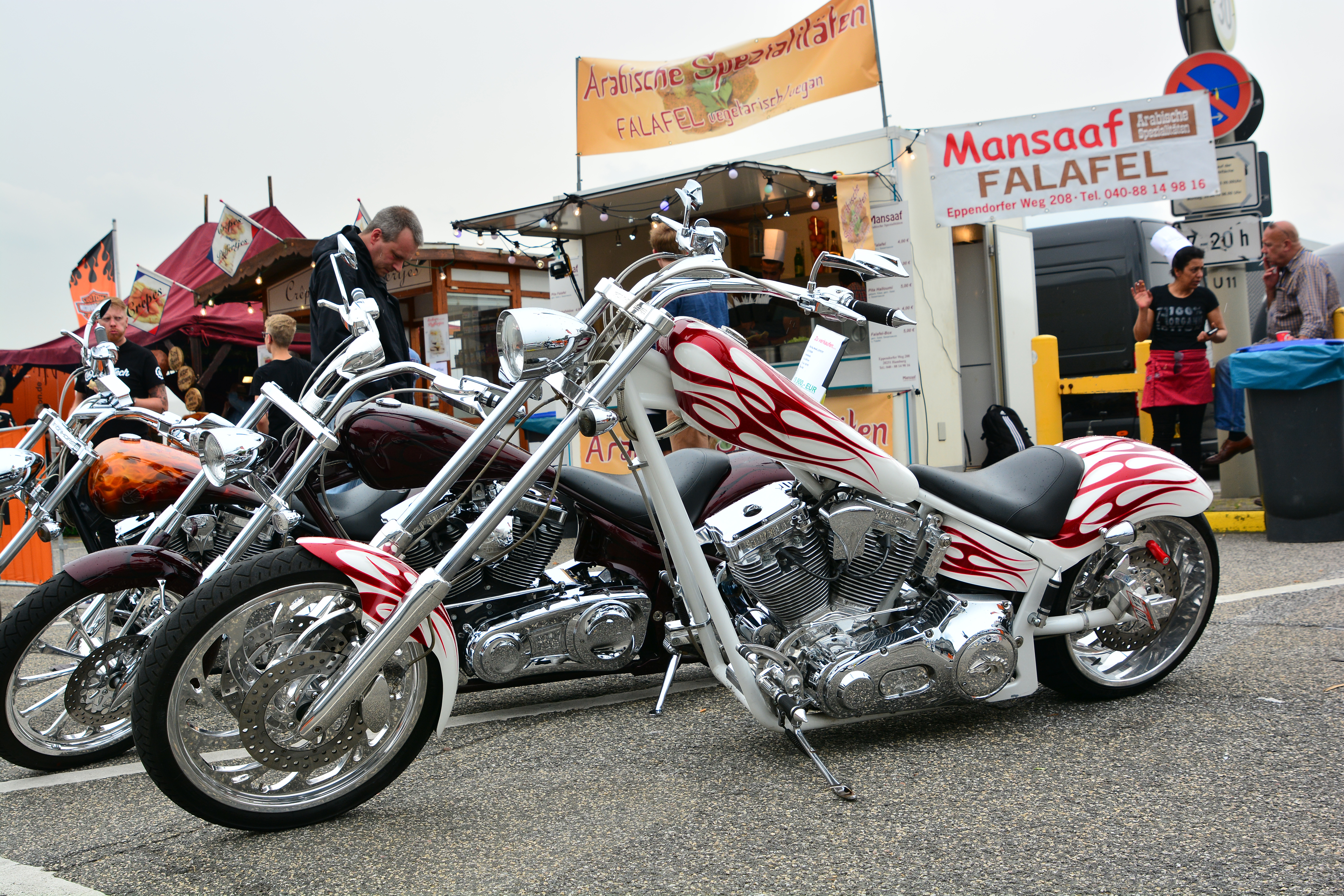
American Ironhorse „Custom Texas Chopper“ mit S&S-„Super Sidewinder“-Zweizylinder-V-Motor und 280er-Hinterradreifen bei den „Hamburg Harley Days 2015“

AIH wurde 1995 vom ehemaligen Motorradrennfahrer Tim Edmondson und von William „Bill“ F. Rucker gegründet und befand sich auf einem Produktionsareal in der 4600 Blue Mound Road, Fort Worth, Texas. Der gesamte Herstellungsprozess war vereinigt unter einem Dach. Die Teile der gefertigten Motorradmodelle stammten überwiegend aus eigener Produktion, die in den Modellen verbauten Zweizylinder-V-Motoren aus dem Hause des US-amerikanischen Herstellers S&S Cycle, 1958 von George J. Smith und Stanley Stankos in Illinois gegründet. Die individualisierten AIH-Modelle waren ab Werk leistungsstärker als die des renommierten Motorradherstellers Harley-Davidson. Bereits 1999 erzielte das Unternehmen einen Umsatz in Höhe von 10 Mio. USD.
Laut Unternehmensleitung verkaufte Bill Rucker im Jahr 2004 seine Mehrheitsbeteiligung am Unternehmen, nachdem er den Verwaltungsrat nicht davon überzeugen konnte, ein öffentliches Aktienangebot zu realisieren und dennoch die private Eigentumsstruktur des Unternehmens beizubehalten. AIH stellte in den Folgejahren verschiedene CEOs ein, um den Erfolg Ruckers während dessen Amtszeit nachzuahmen.
Tim Edmondson, bis 1999 Direktor, danach bis 2003 Unternehmenspräsident und danach Chefdesigner, sowie zweitgrößter Aktionär, verkaufte nach Gründung seines Unternehmens ECB (Edmondson Custom Built) seinen Unternehmensanteil 2005 an den Hauptanteilseigner Xponential Inc. Xponential erwarb die 190.000 Aktien der American IronHorse von Edmondson zu einem Preis von je 8,50 USD pro Aktie, also zu einem Gesamtpreis von 1,615 Mio. USD, und erhöhte damit seinen Anteil auf insgesamt 988.659 Aktien bzw. 17,7 % der ausgegebenen Stammaktien.
Bis 2005 war das Unternehmen auf rund 475 Mitarbeiter angewachsen und erzielte einen Umsatz in Höhe von über 100 Millionen US-Dollar. Die Verkäufe an über 100 US-Motorradhändler waren 2005 um 30 % gestiegen, Produktivität pro Person um 25 %. Aufgrund des zweistelligen jährlichen Wachstums und der gestiegenen Produktivität war das Areal das Maschinen-, Montage-, Sitz-, Schweiß-, Produktions-, Lackier- und Prüfzentrum des Unternehmens von einem kleinen Abschnitt auf das gesamte 1967 errichtete 20.800 m²-große Fabrikationsgebäude in der 4600 Blue Mound Road expandiert. Zu jener Zeit prognostizierte der damalige CEO Will Garland einen doppelt so hohen Produktionsflächenbedarf in den folgenden zwei Jahren und mindestens 125 neue Arbeitsplätze. Die Stadt visierte den Verkauf eines ca. 50 ha-großen Areals in der Nähe des Flughafens Meacham an American IronHorse an. John Lai, Präsident von Viper Powersports, bezweifelte hingegen die Wachstumsprognose, da nach seiner Bewertung bereits Ende 2003/Anfang 2004, das Angebot die Nachfrage schon überschritten hatte.
Aufgrund zurückgegangener Produktnachfrage mangelte es an Betriebskapital. Im Juli 2007 veräußerte Xponential freiwillig seine Stammaktien. Im Frühjahr 2008 war das Unternehmen zur Insolvenzanmeldung gezwungen (Chapter 11), da es die Schuldeinforderungen dreier aus Dallas stammender Investoren in Höhe von 120.000 USD nicht begleichen konnte. Das Unternehmen musste die Motorradproduktion im Februar 2008 einstellen und die meisten Vermögenswerte des Unternehmens wurden bei einer Auktion liquidiert. Die ehemalige Produktionshalle wird seit November 2009 zum Verkauf angeboten.